# Carepalxis poweri
Carepalxis poweri là một loài nhện trong họ Araneidae.
Loài này thuộc chi Carepalxis. Carepalxis poweri được William Joseph Rainbow miêu tả năm 1916.